# Takuto Hayashi
Takuto Hayashi (født 9. august 1982) er en japansk fodboldspiller, som spiller for den japanske fodboldklub Sanfrecce Hiroshima.